# 地名しりとり
地名しりとり（ちめいしりとり）は、中部日本放送（CBC）の深夜番組『ノブナガ』で放送された企画の一つ。

## 概要
お笑いコンビペナルティのワッキーこと脇田寧人（わきたやすひと）が住所でしりとりをし、言われた場所に行き、着いたその住所でまたしりとりをするということを繰り返しながらCBCの放送エリアの愛知・岐阜・三重を目指す。
番組放送開始から2004年10月までの3年10ヶ月も続いた。
『クヮンガクッ』（MBS）の「レシートすごろく」を参考に作られた。

## ルール
- 通行人に現在地住所の末尾の文字が頭文字となる地名と、その場所にある目的地を答えてもらう。目的地に到着したら、その場所の正確な地名を調べ、その末尾で再びしりとりを行う。ただし、××市の後に続く○○町の「町」（一部例外あり）や、「×丁目」は省略する（例えば、現在地が愛知県名古屋市中区栄3丁目の場合は、栄の「え」からしりとりをする）。地名は通称名でもよい。
- 愛知県・岐阜県・三重県の3県の地名が出て、3県とも行くことができればゴール。
- 濁音や半濁音の場合はそれらを除いた音も入れる。（「ば」の場合、「は」でしりとりしても良い）
- 海外の地名でも日本語の音韻体系に当てはめて行う。（ハワイの"Caria Road"の場合→カリアロードの「ド」または「ト」）
- しりとりは街行く人とする。基本的に誰でも構わないが、ワッキーの方からしりとりを頼まなければならない（相手から先に声を掛けられたら、その人とはしりとりできない）。また、過去に一度しりとりをした、同じ人とはもうしりとりはできない。
- 一度しりとりをお願いしたら、必ずその人としりとりをしなければならない（明文化されていないが、声をかけておいて「やっぱりやめる」では失礼なので、実際に必ずしりとりをしている）。ただし、しりとりを頼まれた人が、行ったことのある地名を思いつかないなどの理由でしりとりができなかった場合は、この限りではない。
- しりとりをする人は、行った事のある地名しか言えない（地名は、「宗谷岬」など住所でなくてもよい）。
- 言われた場所には必ず行かなければならない。
- 移動には飛行機以外の公共交通機関を利用する。このとき、少しでも早く目的地にたどり着く手段を選ばなければいけない（例えば、今が夜中の1時だった場合に翌朝の新幹線を待つのではなく、夜行バスを利用する）。ただし海外など飛行機でなければ行けないときは、定期の船便がないことを確認の上で、例外的に飛行機の利用が認められる。
- 公共交通機関のない場所や時間帯でのレンタカーでの移動は可。
- 「ん」ルール：言われた場所に行った結果、その場所の住所の末尾が「ん」だった場合（「弁天町」など）、1つ前の場所まで戻り、そこで再びしりとりをする（このルールは当初明示されておらず、最初に「ん」が出た東京都新島村新島本村まで、同行ディレクターが「『ん』の場合」と表書きされた封筒をワッキーには内緒で持ち歩いていた。ちなみにこのときは北海道に戻る羽目になった）。一度行ったことのある場所で、「ん」で戻ることが行く前からわかっている場所であっても、言われた場所にはいかなければいけないルールのため、無意味に往復する羽目になる（実際に真駒内公園で事態が起きている）。[2]

## スタッフ
同行、編集
- 岩井富士夫（CBCプロデューサー）
- 丸山英明（CBCディレクター）
- （姓名不詳の男性ディレクター）
- 佐藤美保（CBCディレクター）

同行スタッフは一名で、カメラマンとしてハンディカメラでの撮影も行った。数日ごとにローテーションで交代し、同行していない間に編集作業とナレーション原稿の作成を行った。
ナレーション
- 渡辺美香（CBCアナウンサー）

## エピソード

### 企画開始
名古屋市中区栄からスタート。最初の文字は「名古屋」の「や」。最初に出たのは「矢場町（やばちょう）」（名古屋市中区栄3丁目周辺の通称で、地下鉄の駅名になっているが住所表記としては存在しない）。次は「矢場」の「ば（は）」で、岐阜県の羽島郡が出て、第1回目（1日目）にして「愛知」と「岐阜」の地名は登場したが、「三重」の地名だけがどうしても出ず、三重県を目指しての旅が始まる形となった。

### 企画が続くと……
当初は芸人として、三重県の地名を連想させるようなアクションをしてみたりして頑張っていたが、すぐにやめた。仕事であるけれどもプライベートな感覚も混じりだし、実際に全国各地にいる親や親戚などの親類が多数登場し、自ら「公私混同している」と言っていた。

### 過酷な移動
ルール上移動に飛行機を使用できないため、電車・列車や新幹線、バスなどを利用して移動した（ただし、海外の場合は飛行機を使用した）。
国内最長移動距離は北海道稚内市大岬（宗谷岬）から鹿児島県大島郡喜界町荒木までの3106km。バス、列車、フェリーを乗り継ぎ、丸3日がかりの移動となった。途中編集のため名古屋でディレクターが交代した時はワッキーが非難した。
最初の『ん』ルール登場は東京都新島村本村（ほんそん）。北海道札幌市へと逆戻りをするという恐怖を味わう。また最後が『ん』で終わるのが（過去に同じ場所に行ったことがあるため）分かっているのに2度続けて同じ場所に行ったこともある（札幌市南区真駒内公園（まこまないこうえん））。
盛岡（東北新幹線延伸開業後は八戸）～東京～福岡間は主に新幹線を使い、大阪から北海道方面へは寝台特急「日本海」の2段式B寝台を多用していた。「なは」などの寝台ベッドではよくパンツ1枚で筋トレをするワッキーの姿が登場する。

### 外国
日本各地のみならず、ハワイ、タイ、ブルネイでもしりとりをおこなった。ワッキーはタイ語が話せたのでタイへ行くことを喜んでいた。タイでは難なく過ごしていたが、現地の人としりとりを続けた結果日本の地名が出るどころか、ブルネイに飛ばされる。言語も変わりどうすることもできず完全に孤立した。それでも何とか日本人を発見し日本に帰国できた。

### 出会い
旅を続けるうちに何度も訪れる場所ができ、その一つが愛媛県松山市。その松山駅でじゃこ天を実演販売している女性（後に「じゃこ天おばちゃん」と呼ばれるようになる）がこのコーナーの有名人となるなど、旅先で様々な人と知り合いとなった。
上智大学で、2003年のミスソフィアに選ばれた杉浦友紀としりとり。ワッキーとの会話の中でアナウンサー志望であると明かし、卒業後にNHKのアナウンサー（現在はNHK放送センター〈東京本局アナウンス室〉在籍）となった。

### ゴールできない難しさ
行ったことはあるけど最初に名前が出て来ない。よって別の場所に飛ばされるという事態が延々と続いた。さらに中期からは番組知名度の上昇により、企画の目的を知っているのにゴールさせたくなくて敢えて三重県の地名を答えない人が出現した。また旅先で、しりとりをした後に視聴者に声をかけられて、「三重県から来た」などと言うタイミングの悪さも出てきた。

### 訪問地
しりとりの回数は501回。最終地の三重を含めると、502ヶ所を訪問した。訪問したのは45都道府県。福島県と福井県はしりとりに登場しなかったため、訪れていない。

### 芸能人
一度だけ、芸能人としりとりをしたことがある。相手はシャンプーハット。

### 系列外
一度だけ、偶然出会ったテレビクルーとしりとりをしたことがある。この局は秋田朝日放送（AAB）であったが、同局だけではなく秋田県では「ノブナガ」も「地名しりとり伝説」もネットされなかった。ナレーションは「系列局じゃ～ございませんが」と講談調でユーモラスに入っていた。

### 相方・ヒデ登場
ワッキーの相方であるヒデもときどき登場した（主に旅の途中でペナルティとしての仕事のため旅を中断し、その仕事を終え旅に戻る時）が、物を食べるたびに自分の持ちギャグの「うまし！」を連発してうざがられるなど毎回ワッキーの邪魔ばかりするため、ホテルで寝ている間にワッキーがこっそり抜け出すなどして置いて行かれるのが決まったパターンであった。しまいにはヒデが改心しても恒例ということで置いて行かれることになってしまった。最後にヒデを置いて行ったすぐ後に「松阪」が出たが、その時はワッキーは「根室に行く」と称して（実際は練馬）、ヒデと共に東京駅から東北新幹線に乗り、発車直前に自分だけ逃げ出すという作戦で撒いた。
なお、地名しりとりに続く企画として、ヒデさんメインの制覇企画が用意されていた。五十音が名前の頭につく生き物を順番にカメラに収め（蟻、犬、鰻・・・のように）、五十音制覇で終了というもの。実際に地名しりとり放送開始直後に1回のロケ収録が行われたものの、地名しりとりの長期化によりお蔵入りしている。

### 突然の終了
しりとり303日目にとしまえんのある東京都練馬区向山（ねりまく・こうやま）で、三重県の「松阪」が出た（CBCでは2004年10月9日に放送）ことでしりとりが終了することになった。通常通りしりとりの様子と地名テロップが出、ブラックバックで次週終了の旨が出て映像がスタジオに切り替わるという、突然の終了発覚にしてはあまりのシンプルさに、スタジオの出演者一同が驚いた（ただし、長らく移動を見守った準レギュラーに代わり、地名しりとりを知らず状況が掴めなかった初出演の雛形あきこを除く）。これはワッキー担当ディレクターとプロデューサー、VTR編集スタッフ、ナレーション担当アナ以外はしりとりの状況を全く知らされていなかったためである。ロケを開始して3年10か月で、総移動距離は247,175km（地球6周強）。ゴールは松阪市の松阪大学（現：三重中京大学）であったが、到着したのは大学の夏季休暇期間中で、しかも日曜日の早朝（放送前にゴールしたことがわからないようにするため）だったことから、誰にも祝福されることなくひっそりと終了した。なお後年の「ながつの挑戦」とは違い、ゴールの大学の地名を確認するシーンは放送されていない。ゴールシーンはCBCで2004年10月16日に放送されたが、プロ野球日本シリーズ第1戦（中日対西武・ナゴヤドーム）が試合中断のため大幅に延長され、元々午前1時台の番組がさらに遅くなる事態となった。後にCBCホールで地名しりとりゴールの祝賀会が行われた。祝賀会でワッキーが三重県から表彰されたが、三重県に行ったことがなかったのにもかかわらず受賞したことをワッキーはしきりに気にしていた。その後2回に渡って放送された「おかえりなさいスペシャル」に続き同年11月7日に2時間特別番組として「ワッキーの地名しりとり・季節はずれの卒業式」が放送され、「地名しりとり3年10ヶ月の軌跡」の映像や、「全国で置き去りにされた男」として「地名しりとり番外編・相方ヒデの『うまし伝説』」の総集編映像が流された。

### 連動企画
次回の放送で最初に出る地名を、頭文字をヒントに当てるプレゼントクイズが番組サイトで行われていた。ただしこの企画は番組内では特に告知されていなかった。

## 再放送

### 地名しりとり伝説
「地名しりとり」のコーナーを再編集した「地名しりとり伝説」が2004年11月より3年に渡り放送。全131回。一部OA時間を増やしている部分もある。
中京広域圏のみの放送として始まり、RKB毎日放送でも2005年11月から放送開始。
以下はCBCにおいての記述である。
当初は土曜日の夕方の放送だったが、特番等で中止になることが多く2005年4月より朝6時からに固定される。ゴルフ中継を除き、お盆、大晦日も含め毎週放送した。2006年3月から「みのもんたのサタデーずばッと」放送開始により日曜日朝6時に移動。CBCでは2007年8月5日にゴールを迎え放送終了。最終回は45分間の放送。番組の最初と最後にペナルティがその日の概要をナビゲートしていたが2005年5月14日放送分より無くなりかつての映像のみの放送となっている。

#### 放送時間
| 地域       | 放送局                | 系列    | 放送曜日と時間 | 放送日の遅れ                |
| ---------- | --------------------- | ------- | --- | --------------------------- |
| 中京広域圏 | 中部日本放送（CBC）   | TBS系列 | 土曜 15:54 - 16:24（2004年10月 - 2005年3月） 土曜 6:00 - 6:30（2005年4月 - 2006年2月） 日曜 6:00 - 6:30（2006年3月 - 2007年8月） 2007年8月にゴールを迎え放送終了        | 製作局                      |
| 福岡県     | RKB毎日放送（RKB）    | TBS系列 | 土曜 26:10 - 26:40（ - 2009年3月） 日曜 26:15 - 26:45（2009年4月） 2009年4月19日にゴールを迎え放送終了                                                                  | 1年半遅れ                   |
| 福島県     | テレビユー福島（TUF） | TBS系列 | 水曜 10:20 - 10:50（2011年4月 - ） 2008年3月31日放送分をもって未完のまま放送終了したが、2011年4月から再開                                                               | 6年1ヶ月遅れ                |
| 広島県     | 中国放送（RCC）       | TBS系列 | ※1回に2話分を放送 月曜 24:59 - 25:59（2008年10月 - 2010年3月） 水曜 24:50 - 25:50（2010年4月 - 5月） 2010年5月26日にゴールを迎え放送終了                                | 4年遅れ ↓ 2年7ヶ月遅れ      |
| 鹿児島県   | 南日本放送（MBC）     | TBS系列 | 水曜 24:25 - 24:55 | 不明                        |
| 新潟県     | 新潟放送（BSN）       | TBS系列 | 火曜 24:45 - 25:15（ - 2011年3月上旬） 月曜 24:45 - 25:15（2011年5月 - ） （東北地方沿岸地域のしりとりであったため、約2ヶ月間休止） 2012年9月17日にゴールを迎え放送終了 | 5年4ヶ月遅れ ↓ 5年1ヶ月遅れ |
| 岩手県     | IBC岩手放送（IBC）    | TBS系列 | 月曜 - 金曜 15:50 - 16:20（2011年4月） 木曜・金曜 15:50 - 16:20（2011年5月 - ） 火曜・水曜 9:55 - 10:25（2011年7月 - ） 2013年4月3日にゴールを迎え放送終了              |                             |

### 地名しりとり伝説再び
地名しりとり伝説と同内容。最後のCBCの製作著作ロゴもそのままであり、単純な再放送である。地名しりとり伝説放送終了(CBC)から2ヵ月後の2007年10月7日に放送開始し、2010年12月3日まで放送。2008年4月18日(CBC放送分)から深夜帯に移動となった。

#### 放送時間
| 地域       | 放送局              | 系列    | 放送曜日と時間 | 放送日の遅れ |
| ---------- | ------------------- | ------- | --- | ------------ |
| 中京広域圏 | 中部日本放送（CBC） | TBS系列 | 日曜 6:00 - 6:30（2007年10月7日 - 2008年4月6日） 金曜 25:55 - 26:30（2008年4月18日 - 2008年9月26日） 月曜 25:29 - 26:00（2008年10月13日 - ） 金曜 26:00 - 26:30（ - 2010年12月3日） | 製作局       |

## 関連商品

### DVD
2010年2月に放送されたノブナガで、DVDが合計で3万5千枚売れたことが担当者から明らかになった。
- ワッキーの地名しりとり Vol.1（2004年12月10日発売、アール・アンド・シー）
- ワッキーの地名しりとり Vol.2（2005年1月26日発売、アール・アンド・シー）
- ワッキーの地名しりとり Vol.3（2005年2月23日発売、アール・アンド・シー）
- ワッキーの地名しりとり Vol.4（2005年3月23日発売、アール・アンド・シー）
- ワッキーの地名しりとり Vol.5（2005年4月27日発売、アール・アンド・シー）

### 書籍
- ワッキーの地名しりとり（脇田寧人著　2004年3月30日発売、ぴあ　ISBN 4-8356-0924-7）

しりとり1日目～242日目の内容を掲載（2001年1月13日 - 2004年1月10日放送分）
- ワッキーの地名しりとりⅡ[完結編]（ペナルティ・ワッキー著　2004年11月19日発売、ぴあ　ISBN 4-8356-0977-8）

しりとり242日目～304日目の内容を掲載（2004年1月17日 - 2004年10月16日放送分）

## 地名しりとり 旅人ながつの挑戦
2022年12月20日（19日深夜）よりCBCテレビにて、毎週火曜日（月曜深夜）00:59から放送されている番組。挑戦者は、7ORDERの長妻怜央。
地名しりとりの復活版で、ルールは前作と全く同じく、愛知・岐阜・三重の三県の地名を制覇すればゴールとなるが、東海3県で同じ地名が2回出てしまった場合制覇した事が取り消されるルールが追加されている。ただしスタート地点は、前作の「名古屋市中区栄」ではなく「東京都中央区日本橋」に変更となった。
第1回の放送には、前作の挑戦者であるワッキーも出演し、最初のしりとりを終えるまでの間、長妻に同行した。その後も登場することがある。